# Туба (Агрызский район)
Туба́ (тат. Тоба) — деревня в Агрызском районе Республики Татарстан России. Входит в состав Терсинского сельского поселения.

## Географическое положение
Деревня находится в Восточном Предкамье, на берегу реки Иж, на расстоянии 31 км по автодорогам к югу от города Агрыз и в 5 км к востоку от центра сельского поселения — села Терси, у границы с Удмуртией.
Деревня Туба, как и весь Татарстан, находится в часовой зоне МСК (московское время). Смещение применяемого времени относительно UTC составляет +3:00.

## История
В «Списке населенных мест Российской империи», изданном в 1876 году, населённый пункт упомянут как владельческая деревня Туба Елабужского уезда (2-го стана), при реке Иже, расположенная в 88 верстах от уездного города Елабуга. В деревне в 43 дворах проживало 257 человек (127 мужчин и 130 женщин).
По сведениям 1887 года, в деревне Туба в 68 дворах проживало 313 жителей, были мечеть, мектеб.

## Население
| 1802 | 1859 | 1887 | 1905 | 1920 | 1926 | 1938 | 1958 | 1970 | 1989 | 2002 | 2010 | 2015 |
| ---- | ---- | ---- | ---- | ---- | ---- | ---- | ---- | ---- | ---- | ---- | ---- | ---- |
| 16   | 257  | 313  | 460  | 415  | 413  | 414  | 195  | 182  | 104  | 61   | 83   | 62   |

Национальный состав
Согласно результатам переписи 2002 года, в национальной структуре населения татары составляли 92 %.

## Инфраструктура
В селе действует фельдшерско-акушерский пункт, магазин. Есть объект культурного наследия Могила Х. Рахима.
В деревне две улицы — Садовая и Центральная.

### Комментарии
1. ↑  Расстояние измерено с помощью инструментария Яндекс.Карты
2. ↑  душ мужского пола